# Чифлик
Вижте пояснителната страница за други значения на Чифлик.
Чифлик (от турската дума çiftlik) описва частно едро земеделско стопанство. В него са разположени както стопански, така и жилищни постройки.
Край чифлика по правило се намира малко населено място, в което живеят селяните, обработващи земята на чифлика. 
Собственикът на чифлик се нарича чифликчия (крупен земевладелец). 
В миналото – т. е. в Османската империя и в това число по българските земи тогава – думата е имала три значения:
1. Чифлик се наричал среден по големина поземлен имот на дадено селско раетско (свободно, неробско) домакинство – според дефиницията в османския Закон за земите.
2. Чифлик се наричали и по-едрите послужебни феоди, дадени от държавата на войници от помощните родове войска за тяхната служба или на лица, натоварени с военностопански и военноадминистративни задължения. Тези поземлени владения са по същество феодални стопанства. Чифликчията е феодал – господар на имота и на живеещите върху него селяни.
3. След разпадането на феодализма, чифлиците продължават да съществуват, но те вече не са феоди (дадена на заем държавна земя на местен господар – феодал), а частна собственост. Въпреки това, на практика се запазва до голяма степен зависимостта на местното селско население от обработваемата земя на чифлика и съответно от чифликчията.

## Произход
Турският термин чифлик означава средно по размер еднолично селско стопанство, чиято поземлена площ варира от 60 до 150 дюнюма (един дюнюм е равен на 919,3 кв. м) и се обработва с един чифт работен добитък. Това определение за чифлика се съдържа в Закона за земите от времето на султан Мехмед III (1583–1603 г.). То се запазва и в Закона за земите от 1858 г.

## Феодалноподобно стопанство
След разпадането на феодалните чифлици в края на XVII и в следващите XVIII и XIX в. се развиват нови – феодалоподобни чифлици. Те са много сходни на феодалните чифлици, но не са феоди (дадена на заем държавна земя на местен господар – феодал), а частна собственост. Докато във феодалните чифлици феодалът е бил господар на имота и хората, живеещи и трудещи се по него, то в чифлиците хората са били свободни по закон, но до голяма степен зависими от обработването на земята и по този начин практически зависими от чифликчията.
Тия големи земеделски стопанства се различават съществено от тези средни по големина земеделски имоти на свободните селяни, споменати в двата Закона за земите. Основните отлики се заключават в начина на придобиване на земята и изграждане на чифлишкото стопанство, в аграрните отношения, наложени в новите чифлици, в начина на производство и в целите на това производство.
Земята в чифлишкото стопанство практически е лична собственост, която донякъде се доближава до феодалния поземлен режим. Чифликът е стоково стопанство, в което се използва изполичарството и кесимджийството. Изполичарят е селянин, който взема определено количество земя за обработка от чифликчията и се задължава да му предостави половината от получената продукция. Кесимджията пък предварително се договаря за количеството продукция, което трябва да предаде на земевладелеца срещу дадената му за обработка земя. Също така в чифлика са се използвал и наемният труд на ратаи, аргати, момци и слуги – хората, продаващи своята работна сила срещу съответно заплащане.
Следователно, чифликът като феодалоподобно стопанство е окачествено като преходно стопанство между феодалното и трудово-пазарното, което се е появило се и получило развитие в специфичните условия на източния азиатски деспотизъм.

## Разпространение
Териториалното разпределение на чифлиците е твърде неравномерно. Те възникват най-често около големите търговски центрове — градове, панаири, тържища и край оживените търговски пътища. В тези стопанства феодалните отношения се изявяват в по-чист вид, отколкото в чифлиците, намиращи се в Добруджа, Македония и Северозападна България. Що се отнася до количеството земя, включена в чифлишките стопанства, трябва да се отбележи, че тя, ако я наречем условно чифлишка земя, не е доминираща дори в онези райони, където този тип стопанство има най-широко разпространение.

## Господарлък
През XVIII век се появяват и т. нар. господарски земи, или господарлъци. Те са характерни най-вече за Западна и Северозападна България и се оформят успоредно с възникването на чифлиците чрез отнемане на селската земя и създаване на феодални имения от нов тип — със стокова насоченост.

## Премахване
Последните чифлици в България са разтурени след 9 септември 1944 г., когато Царство България в превърнато в комунистическа Народна Република България. Тогава е извършена аграрна реформа върху собствеността на земята, като по-късно е проведена колективизация (чрез кооперация или национализация на земите и другите ресурси) в селското стопанство.

## Демокрация
В началото на 1990-те години, когато в България започва възстановяването на собствеността върху земята в реални граници, все повече се говори за възстановяване на семейните стопанства, този път във вид на ферми.